# Болдирівка (Амурська область)
Болдирівка (рос. Болдыревка) — село у Завітінському районі Амурської області Російської Федерації. Розташоване на території українського історичного та етнічного краю Зелений Клин.
Входить до складу муніципального утворення Болдирівська сільрада. Населення становить 485 осіб (2018).

## Історія
Болдирівка заснована у 1906 році і названа на честь прізвища обласного землевпорядника Болдирєва. До 1910 року село називалося Мінська Слобода, на честь перших поселенців з Мінської області.
З 20 жовтня 1932 село року ввійшло до складу новоутвореної Амурської області.
З 1 січня 2006 року входить до складу муніципального утворення Болдирівська сільрада.

## Населення
| 2002 | 2010 | 2012 | 2013 | 2014 | 2015 | 2016 |
| ---- | ---- | ---- | ---- | ---- | ---- | ---- |
| 582  | ↘539 | ↘521 | ↘518 | ↘504 | ↘493 | ↘491 |
| 2017 | 2018 |      |      |      |      |      |
| ↘471 | ↗485 |      |      |      |      |      |